# Útěchov
Útěchov är en ort i Tjeckien.   Den ligger i regionen Pardubice, i den östra delen av landet, 160 km öster om huvudstaden Prag. Útěchov ligger 373 meter över havet och antalet invånare är 208.
Terrängen runt Útěchov är kuperad åt sydväst, men åt nordost är den platt. Útěchov ligger nere i en dal. Runt Útěchov är det ganska tätbefolkat, med 65 invånare per kvadratkilometer. Närmaste större samhälle är Moravská Třebová, 3,6 km norr om Útěchov. Omgivningarna runt Útěchov är en mosaik av jordbruksmark och naturlig växtlighet.